# Sky Wheel
Das Sky Wheel [skaɪ wiːl] ist der Prototyp des Achterbahnmodells SkyLoop XT 150 des Herstellers Maurer Rides im Allgäu Skyline Park in Bad Wörishofen.
Die Besonderheit dieses Achterbahnmodells sind die Wagen, die sogenannten X-Cars. Ein breiter Schoßbügel in Kombination mit dem besonders geformten Sitz ermöglicht Überkopffahrten ohne Schulterbügel. Das System ist zudem so ausgelegt, dass die Achterbahn bei Bedarf um weitere Fahrelemente modular erweitert werden kann.
Das Sky Wheel besteht aus einer 46 Meter hohen aufrecht stehenden ringähnlichen Strecke, die auf einer Seite von einem Turm gestützt wird der auch gleichzeitig als Lifthill dient. Aus der Station heraus wird der aus zwei Wagen für je sechs Personen bestehende Zug mit einem Kettenzug den Aufzug hinauf befördert. Der Zug wird senkrecht nach oben gezogen, bis er im Scheitel des Aufzuges in die Überkopfposition übergeht und der Lift ausklinkt. Die Art des Aufzuges wird vom Hersteller Humpty Bump Lift genannt. Jetzt folgt eine 360°-Drehung (Heartline-Roll) von Überkopf nach Überkopf, anschließend die senkrechte Abfahrt durch die Station. Der Zug schießt den Lift senkrecht hinauf und wird von der Schwerkraft gebremst.
Nun rast er rückwärts bis in die Heartline-Roll, wo er erneut durch die Schwerkraft gebremst wird. Jetzt fährt der Zug wieder vorwärts durch die Station und wird auf halber Höhe von den Bremsen gefangen. Von dort beginnt noch eine zweite Fahrt vorwärts. Danach wird der Zug am Lift abgebremst und wieder langsam rückwärts zurück zur Station gefahren.
Das Sky Wheel wird von den Betreibern als die „höchste Überkopfachterbahn Europas“ bezeichnet. Die maximale Beschleunigung des Sky Wheels beträgt 5g.

## Auszeichnungen
Der Hersteller Maurer und der Betreiber Allgäu Skyline Park wurden 2006 mit dem Neuheitenpreis „FKF-Award 2005“ des Freundeskreises Kirmes und Freizeitparks e.V. für die Achterbahn ausgezeichnet.

## Fotos

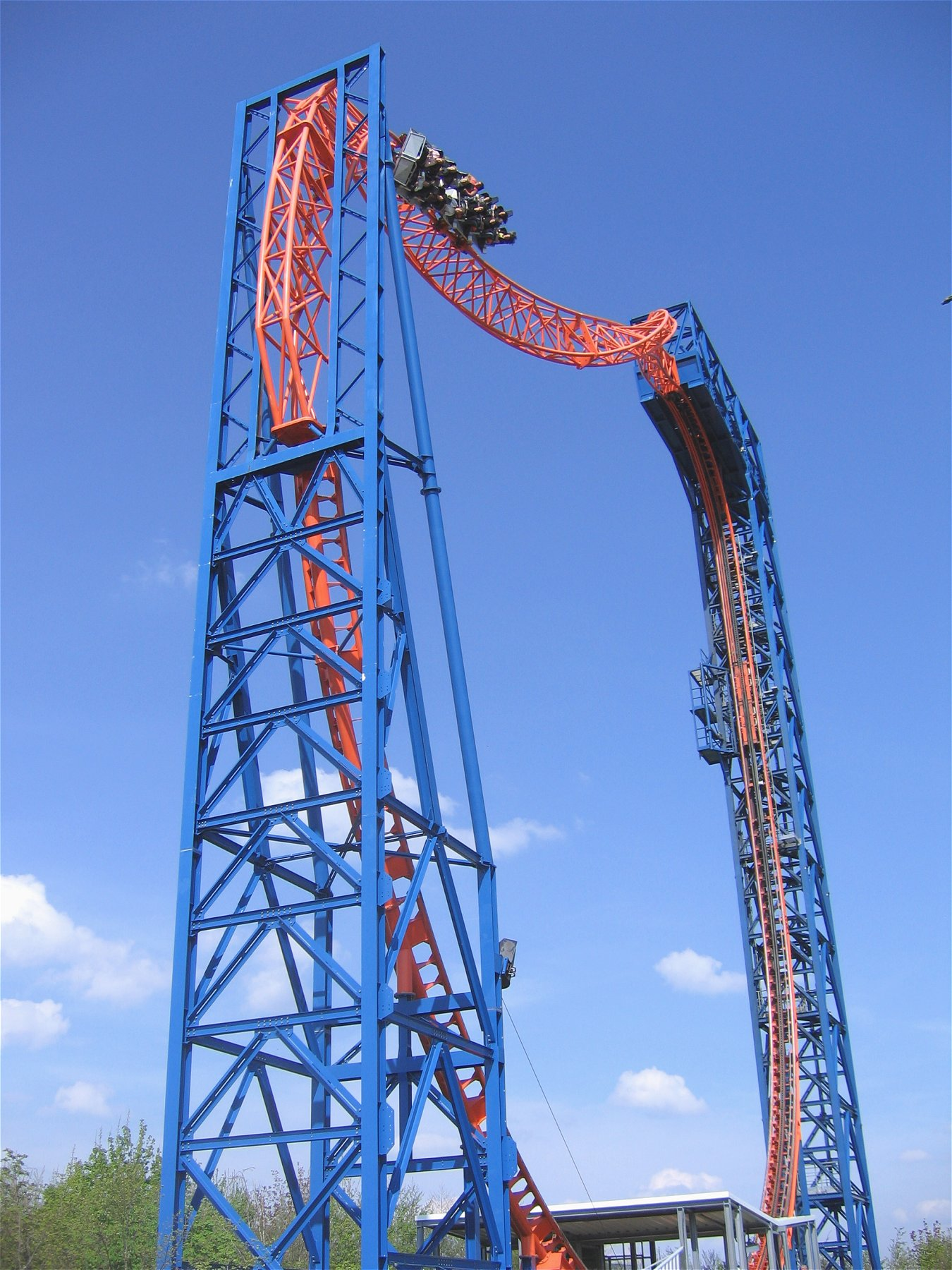
Sky Wheel
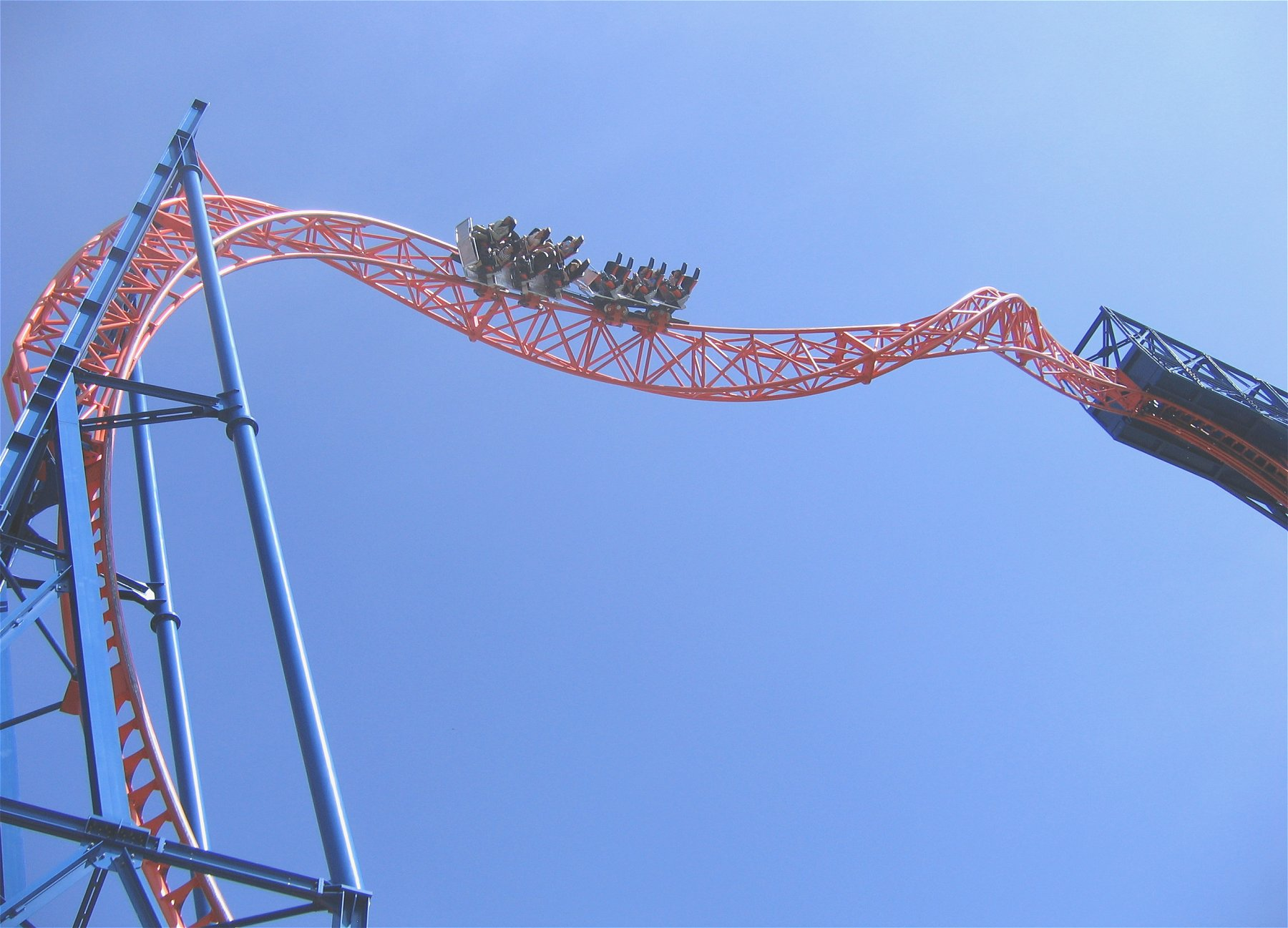
Sky Wheel